# Legend (romanzo)
Legend è un romanzo del 2011 di genere distopico per ragazzi della scrittrice statunitense Marie Lu. È il primo libro di una trilogia, seguito dai romanzi Prodigy e Champion. È stato tradotto in italiano per la casa editrice Piemme nel 2013.

## Trama
June Iparis, ragazza prodigio di quindici anni (ha segnato 1500/1500 per la sua prova), viene scelta per trovare e catturare Day, un infame criminale accusato dell'omicidio di Metias Iparis, fratello maggiore di June, e di altri crimini contro lo Stato. Dopo essersi ferita in una rissa di strada, June viene soccorsa da Day e dalla sua giovane complice, Tess. Day e June si rendono conto che si stanno innamorando l'uno dell'altro ma entrambi mantengono le loro vere identità segrete. June si rende conto a poco a poco, attraverso una serie di indizi, che il suo compagno è proprio Day. June lo segue a casa sua e nota un contrassegno sulla porta della sua abitazione, che indica che qualcuno all'interno è stato infettato dal morbo. June inganna Day e, con un tranello, lo induce a consegnarsi alle autorità, credendo di fare la cosa giusta.
La mattina successiva, dei camion medici militari si dirigono verso la casa della famiglia di Day. Quest'ultimo si precipita a salvare la sua famiglia e June lo segue, ma i militari catturano la famiglia del ricercato, costringendo Day ad uscire fuori dal suo nascondiglio. Egli cerca di resistere alla cattura ma Thomas, amico di June e nuovo capitano della vecchia unità militare di Metias, spara alla madre di Day, uccidendola. Day si dispera e cerca di uccidere i soldati, ma il comandante Jameson, superiore di June, spara a Day ad una gamba. Day si risveglia prigioniero della Repubblica.
Dopo essere rientrata dalla sua missione, June inizia ad essere perseguitata da Thomas. Day viene interrogato da June, il comandante Jameson ed, infine, da Thomas, che ha fissato la data della sua esecuzione. Tuttavia, più Day parla con June, più crescono e si capiscono. Lei ha finalmente scoperto la vera identità di Day - Daniel Altan Wing - e scopre che ha ottenuto un punteggio perfetto nella sua prova, proprio come lei. Le autorità hanno fatto credere a Day di aver fallito la sua prova, ma, mentre June è stata spostata in un programma di prestigio a causa del suo elevato punteggio, Day è stato vittima di atroci esperimenti e abbandonato in quanto creduto morto.
Day insiste sul fatto che lui non abbia ucciso Metias. June analizza più da vicino le immagini della scena dell'omicidio di suo fratello e giunge alla conclusione che Day diceva la verità. Nei suoi diari June scopre inoltre una serie di messaggi in codice che suo fratello le aveva lasciato, in quanto era incappato in un complotto e sapeva che la sua vita poteva essere in pericolo. Metias aveva difatti appreso che i loro genitori (presumibilmente morti in un incidente automobilistico) erano stati assassinati dopo aver scoperto la verità sul morbo, diffuso ogni anno dalla stessa Repubblica. June cerca Kaede, una dei patrioti, un gruppo di ribelli contro la repubblica, e trova Tess che si è rifugiata con loro. June stringe un accordo con i Patrioti, ottenendo il loro aiuto per liberare Day la mattina della sua esecuzione. Il piano non va come sperato e John, fratello di Day, scambia la propria vita per quella del fratello, senza che questi se ne accorga. In quel momento, difatti, era privo di sensi e quindi incapace di fermarlo. John muore al posto di Day, permettendo così a June e Day di fuggire.

## Edizioni
- Marie Lu, Legend, Collana Freeway, Piemme Edizioni, 2013, pp. 264 ISBN 978-88-566-2134-1